# 石黒敬七

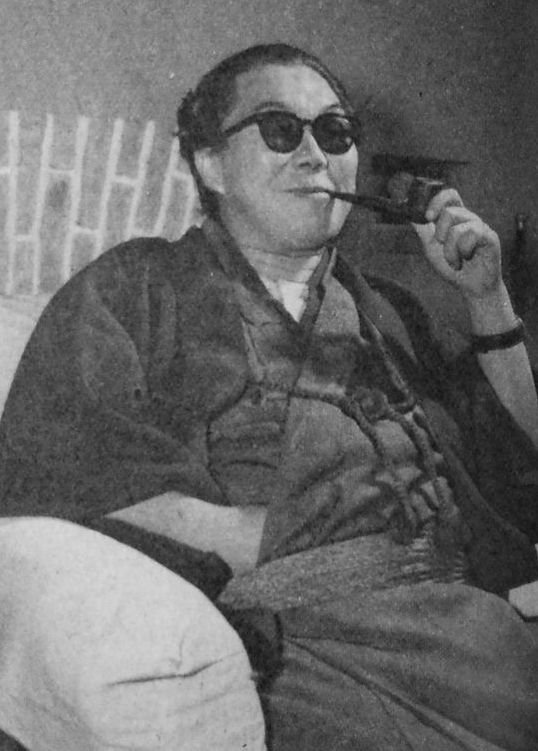
石黒敬七

石黒 敬七（いしぐろ けいしち、1897年8月10日 - 1974年10月1日）は、日本の柔道家（講道館8段、大日本武徳会10段）、随筆家、古写真収集家。徳川夢声が創設した「ゆうもあくらぶ」の二代目会長。レジオンドヌール勲章受章者。長男は写真コレクションを引き継いだ石黒敬章。

## 経歴
新潟県柏崎市出身。父親は越後縮布の行商人で、七男なので敬七と名付けられた。
中学時代から柔道に熱を入れ、18歳で講道館に入門。早稲田大学政治経済学部に入学し、学生時代は柔道部の主将を務めた。1922年（大正11年）に同大を卒業。1924年（大正13年）柔道普及のため海外周遊に出発、フランス、英国、トルコ、エジプトなどの陸軍・警察で柔道を教え、ルーマニアでは国王から王冠章を授与された。1925年には、松尾邦之助の編集協力で、当時1000人以上パリに住んでいた日本人向けの新聞『巴里週報』を発行。
1933年（昭和8年）帰国、講道館審査員となり、また『文藝春秋』の「風流座談会」のメンバーになったのが縁で、その語り口が社長兼編集長の菊池寛の目に止まり、文藝春秋社の客員ともなった。1946年（昭和21年）講道館8段。得意技は小内刈、釣込腰で、特に空気投が名高い。
1949年（昭和24年）、NHKラジオ第1放送の「とんち教室」に出演、ユーモアあふれる解答で一躍日本中にその名を知られ、石黒旦那と呼ばれるようになる。文化人としても日本パイプクラブ、日本空飛ぶ円盤研究会、日本宇宙旅行協会、ゆうもあクラブなど多くの団体に参加、火星に分譲された土地の地主代表など肩書も多い。
時計、遠眼鏡、地図、パイプなど様々なものを蒐集、中でも写真機及び古写真のコレクター・研究家としての収穫は『写された幕末』（全3冊）に結実した。他の著作に『蚤の市』『巴里雀』『旦那の遠めがね』『柔道千畳敷』などがある。
郷里の柏崎にそのコレクション2万3000点を集めた「石黒旦那ユーモア・コレクション・とんちン館」（柏崎市農林漁業資料館）がある。

## 柔道家として
| 段位 | 年月日（年齢）        |
| ---- | --------------------- |
| 入門 | 1915年4月18日（17歳） |
| 初段 | 1915年11月2日（18歳） |
| 2段  | 1916年11月4日（19歳） |
| 3段  | 1918年1月13日（20歳） |
| 4段  | 1920年1月11日（22歳） |
| 5段  | 1924年4月25日（26歳） |
| 6段  | 1929年1月13日（31歳） |
| 7段  | 1936年2月22日（38歳） |
| 8段  | 1946年5月4日（48歳）  |

前述の通り早稲田大学入学と共に上京した石黒は1915年4月付で講道館にも入門し、大学と講道館の両方で精進した。同年11月に初段、翌16年11月に2段、1918年1月には大学柔道部で同級生の居藤高季と共に3段に昇段している。身長169 cm、体重95 kgと当時としてはかなり大柄な体格ながら小内刈や大内刈、小外刈など足技のほか体落や釣込腰など多彩な立技を器用に使いこなし、寝ても絞技、関節技、抑込技のいずれでも技量は群を抜いていた。早大在学中にその茫洋とした風体から旦那と同級生に呼ばれ、晩年まで永く石黒の異名と認識された。
石黒の代名詞とも言える空気投は、三船久蔵が発明し永岡秀一らが得意とした空気投（いわゆる隅落）とはやや異なり、「互いに右自然体に組んで相手が前隅に崩れた時に、その力を利用して引き付けながら自分の体を安定させ、自分の右足を相手の左足近くに踏み出しながら円を描くように相手を自分の左後隅へ捻り落とす」「その際、足も腰も背中も相手に接触する事はない」と著書に紹介されている。この技は大学後輩の鷹崎正見が空気投と名付け、石黒自身は三船発明の空気投との混同を避けて“前隅落”と称している。川石酒造之助は早稲田大学卒業年が2年あとだが、川石メソッドの空気投は浮落の変化技とされ、この技である。
鷹崎とは早稲田の石黒・鷹崎として当時の学生柔道界はもとより全国柔道界でも名を馳せ、石黒自身「あまり多くの試合に出たので覚えきれない」と述べているものの、当時の有名な大会への出場記録は確認できていない。ただし在学中より近隣の法政大学や拓殖大学、慈恵医専等で教師を務め、卒業後には警視庁柔道師範に任ぜられている事からも、その卓越した実力を窺い知ることができる。
1923年に関東大震災が発生すると、復興に10年は要すと判断した石黒は欧州での柔道指導を思い立って翌1924年に渡仏。この決断が欧州における柔道普及や同地での石黒の名を広める一方、後々には石黒自身の昇段を妨げて講道館との軋轢を生むきかっけとなった。
フランスではソルボンヌ大学のほかパリ警察署や軍隊で柔道を指導し、ルーマニアでは体育大学や陸軍の教官を務める傍ら国王や貴族の御前で演武をして同国最高の栄誉とされるジョン・ドヌール勲章を拝授。エジプトでは近衛兵や警察学校で指導に当たっている。活動の拠点としたパリでは柔道指南所を設け、現地在住の画家である藤田嗣治初段（のち2段）と親交を結んで幾度か柔道のデモンストレーションをおこなったほか、同時に柔道の強さを宣伝するためレスラーやボクサーとの異種格闘技戦を行っている。約10年に及ぶ欧州滞在の期間中には講道館より6段位に列挙された。
一方で、芸術の都・パリらしく洋画を学び、サロンにも出品して度々入賞を果たすなど芸術家としての片鱗も見せている。
1933年にボクシングの世界王者・エミル・ブラドネル一行の監督として帰朝。その後は三鷹航空や三井物産で柔道師範に着任したものの講道館での機関誌編集長等に軸足を置き、また全日本選士権等に際しては朝日新聞で事前の大会展望や大会後の論評を寄稿し、それらの中では柔道専門家としての見識を基にした解説に加えユーモア溢れる語り口を垣間見る事が出来る。戦後は1946年5月に8段を許され、その独特の語り口が評判となってNHKラジオのとんち教室にレギュラー出演。
しかし1950年代に入ると同年代の大家達が講道館9段に昇段する中、石黒は8段のまま据え置かれた。これは一般に、講道館の斡旋や推薦ではなく、石黒のように自らの意志で日本を飛び出し海外で柔道指導を行った者に対し、講道館が冷飯を食わせるという措置を取ったためと解されている。普段温厚な石黒もこの9段問題では講道館に反感を示したようで、1960年代に講道館の審議員に着任するもほぼ有名無実と化して次第に講道館とは距離を置くようになっていった。これに同情した丸山三造の取り計らいで当時の大日本武徳会大野熊雄理事長から武徳会10段位を授与されたほどであった。
嘉納治五郎や永岡秀一、宮川一貫、山崎亘、中野正三らを生涯の師と仰ぎ、講道館柔道を世界に広めたい一心で普及活動に尽力した石黒が、皮肉にもその普及活動が元で相応の評価を受けることなく、講道館と仲違いのまま生涯を終える結果となった点は特筆される。墓所は了ごん寺谷中墓地。

## その他
「とんち教室」に出演していた時代、長谷川町子の漫画「サザエさん」において、飲食店で石黒の名前を思い出そうとしている客に、居合わせたカツオが「いしぐろけいしち!」と叫んで教える作品が描かれた。

## 著書

### 単著
- 『蚤の市』岡倉書房、1935年
- 『巴里雀』鵜殿竜雄[11]、1936年
- 『旦那』雄風館、1937年
- 『写真の父ダゲール:東西写真発明奇譚』河出書房<記録文学叢書 第6巻>、1937年
- 『風流記』六芸社、1940年
- 『敬七ところところ』十一組出版社、1942年
- 『敬七風流集. けいしちユーモアしう　1集』百万石書院、1948年
- 『空気投』さくら書房、1949年
- 『柔道入門』川津書店、1949年
- 『三色眼鏡:随筆』岡倉書房、1951年
- 『柔道入門』川津書店<入門新書>、1951年
- 『柔道教室:学生版』川津書店、1951年
- 『柔道千畳敷』日本出版協同、1952年
- 『旦那の遠めがね』日本出版協同、1952年
- 『旦那放談』朋文堂<旅窓新書・第7>、1955年
- 『柔道世界武者修行記』ベースボール・マガジン社<スポーツ新書>、1956年
- 『旦那の珍談：粋人酔筆 石黒敬七集』住吉書店、1956年
- 『空手早わかり』ベースボール・マガジン社<スポーツ新書>、1956年
- 『にやり交遊録』日本週報社<ミゼット・ブックス>、 1959年
- 『初心者のための柔道の習い方』新星出版社、1961年
- 『ビール物語』井上書房<日本の味物語シリーズ>、1961年
- 『ゴルフの習い方』新星出版社、1963年
- 『柔道世界武者修行記』ベースボール・マガジン社<スポーツ珍・奇談双書>、1964年
- 『図解柔道上達のコツ』集文館、1966年
- 『石黒コレクション集 古代ペルシャ木時計』日商PRセンター、1966年

### 編著
- 『写真文化図譜』十一組出版部、1943年
- 『話し方：これだけは身につけよう』集英社、1959年
- 『写された幕末 第1-3』アソカ書房、1959年

1990年に明石書店より復刻
- 『写された幕末 第1 （歴史篇）』アソカ書房、1960年
- 『写された幕末 第3 （人物篇）』アソカ書房、1962年

### 監修
- 『柔道と空手:初歩から極意まで 図解説明』鷺ノ宮書房、1954年
- 『ゴルフのABC』川津書店<実用百科双書>、1960年
- 『趣味娯楽芸能百科事典』東京書院、1958年8月 初版

## 関連文献
- 石黒敬七コレクション保存会（編）『がらくた美術』大陸書房、1975年
- 石黒敬七コレクション保存会（編）『開化写真鏡：写真にみる幕末から明治へ』大和書房、1975年
- 柏崎市観光公社 (著・刊行)　『とんちン館―石黒旦那・ユーモアコレクション』 (1980年)
- 和田博文（監修）『ライブラリー・日本人のフランス体験 第6巻』柏書房、2010年